# Bill Cobbs
Wilbert Francisco "Bill" Cobbs (Cleveland, Ohio; 16 de junio de 1934-Riverside, California; 25 de junio de 2024) fue un actor estadounidense de televisión y cine. Participó en más de 120 programas de televisión y películas.

## Biografía
Cobbs nació en Cleveland, Ohio con una madre ama de casa y un padre que trabajaba en la construcción. Sus padres le inculcaron un sentido de autoconfianza y humildad. 
Como actor aficionado actuó en la obra Purlie Victorious de Ossie Davis en la Casa de Teatro Karamu.
Cobbs fue técnico de radar en la Fuerza Aérea durante ocho años. También trabajó en oficinas de productos en IBM, y como vendedor de coches en Cleveland. 
En 1970, a la edad de 36, se fue a Nueva York para trabajar como actor. Allí rechazó un trabajo en el departamento de ventas de NBC para tener tiempo para las audiciones. Se mantenía a sí mismo conduciendo un taxi, reparando equipamiento de oficinas, vendiendo juguetes y haciendo trabajos ocasionales.
Su primer rol de actor profesional fue en Ride a Black Horse en el Negro Ensemble Company. Desde ahí, empezó a aparecer en pequeñas actuaciones de teatros, teatros de la calle, teatros regionales y en el Eugene O'Neill Theater.

## Filmografía
Películas:
- La captura del Pelham 1-2-3 (1974)
- A Hero Ain't Nothin' but a Sandwich (1978)
- Greased Lightning (1977)
- Trading Places (1983)
- Silkwood (1983)
- The Brother from Another Planet (1984)
- The Cotton Club (1984)
- Compromising Positions (1985)
- The Color of Money (1986)
- Five Corners (1987)
- Suspect (1987)
- Dominick and Eugene (1988)
- Bird (1988)
- The January Man (1989)
- Decoration Day (1990)
- New Jack City (1991)
- The Hard Way (1991)
- Sentencia olvidada (1991)
- The People Under the Stairs (1991)
- Roadside Prophets (1992)
- El guardaespaldas (1992)
- Demolition Man (1993)
- The Hudsucker Proxy (1994)
- Things to Do in Denver When You're Dead (1995)
- Fluke (1995)
- Ed (1996)
- First Kid, El hijo del presidente (1996)
- That Thing You Do! (1996)
- Ghosts of Mississippi (1996)
- Air Bud (1997)
- Always Outnumbered (1998)
- Paulie (1998)
- Hope Floats (1998)
- I Still Know What You Did Last Summer (1998)
- Random Hearts (1999)
- Sunshine State (2002)
- Enough (2002)
- A Mighty Wind (2003)
- Lost (2004)
- Duck (2005)
- The Derby Stallion (2005)
- Hard Luck (2006)
- Night at the Museum (2006)
- The Ultimate Gift (2007)
- Three days to Vegas (2007)
- La Morgue (2008)
- Black Water Transit (2009)
- My Son, My Son, What Have Ye Done (2010)
- No Limit Kids: Much Ado About Middle School (2010)
- Dear Secret Santa (2013)
- Oz: The Great and Powerful (2013)
- Night at the Museum: Secret Of The Tomb  (2014)
- The Great Gilly Hopkins (2015)
- New Life - Nouvelle vie (2016)

Programas de televisión:
- The Slap Maxwell Story (1987-1988)
- Homeroom (1989)
- I'll fly away (1991-1993)
- The Gregory Hines Show (1997-1998)
- The Michael Richards Show (2000)
- The Others (2000)
- Go On (2012-2013)
- Dino Dana (2017)